# Rally Valeo de 1990
El Rally Valeo de 1990, oficialmente 7.º Rally Valeo, fue la séptima edición, la cuadragésimo séptima cita de la temporada 1990 del Campeonato de Europa de Rally, la undécima cita de la temporada 1990 del Campeonato de España de Rally. Se celebró del 10 al 11 de noviembre y contó con un itinerario de veinticinco tramos que sumaban un total de 297 km cronometrados.

## Itinerario
| Día   | Tramo | Nombre            | Distancia | Hora  |
| ----- | ----- | ----------------- | --------- | ----- |
| Día 1 | TC1   | El Molar          | 8.70 km   | 10:53 |
| Día 1 | TC2   | Torrelaguna       | 7.60 km   | 11:14 |
| Día 1 | TC3   | Canencia          | 10.50 km  | 11:57 |
| Día 1 | TC4   | Guadalix-Colmenar | 6.00 km   | 12:35 |
| Día 1 | TC5   | La Parrilla       | 23.40 km  | 13:05 |
| Día 1 | TC6   | El Jarama         | 15.00 km  | 13:05 |
| Día 1 | TC7   | El Molar          | 8.70 km   | 14:58 |
| Día 1 | TC8   | Torrelaguna       | 7.60 km   | 15:19 |
| Día 1 | TC9   | Canencia          | 10.50 km  | 16:02 |
| Día 1 | TC10  | Guadalix-Colmenar | 6.00 km   | 16:40 |
| Día 1 | TC11  | La Parrilla       | 23.40 km  | 17:10 |
| Día 1 | TC12  | El Jarama         | 15.00 km  | 18:22 |
| Día 1 | TC13  | El Molar          | 8.70 km   | 19:03 |
| Día 1 | TC14  | Torrelaguna       | 7.60 km   | 19:24 |
| Día 1 | TC15  | Canencia          | 10.50 km  | 20:07 |
| Día 1 | TC16  | Guadalix-Colmenar | 6.00 km   | 20:45 |
| Día 1 | TC17  | La Parrilla       | 23.40 km  | 21:15 |
| Día 1 | TC18  | El Jarama         | 15.00 km  | 22:05 |
| Día 2 | TC19  | Viñuelas          | 11.50 km  | 10:43 |
| Día 2 | TC20  | La Sima           | 13.00 km  | 11:07 |
| Día 2 | TC21  | El Espartal       | 10.86 km  | 11:39 |
| Día 2 | TC22  | Viñuelas          | 11.50 km  | 13:38 |
| Día 2 | TC23  | La Sima           | 13.00 km  | 14:02 |
| Día 2 | TC24  | El Espartal       | 10.86 km  | 14:34 |
| Día 2 | TC25  | La Sima           | 13.00 km  | 15:24 |

## Clasificación final
| Pos. | Piloto               | Copiloto           | Automóvil                      | Tiempo  | Diferencia |
| ---- | -------------------- | ------------------ | ------------------------------ | ------- | ---------- |
| 1.   | Dario Cerrato        | Giuseppe Cerri     | Lancia Delta Integrale 16V     | 3:06:37 | 0.0        |
| 2.   | Josep María Bardolet | Josep María Ferrer | Ford Sierra RS Cosworth 4x4    | 3:10:37 | +4:00      |
| 3.   | Josep Bassas         | Antonio Rodríguez  | BMW M3 E30                     | 3:16:56 | +10:19     |
| 4.   | Luis Climent         | José Antonio Muñoz | Opel Kadett GSI 16V            | 3:20:20 | +13:43     |
| 5.   | Borja Moratal        | Antonio Boto       | Opel Corsa A GSi               | 3:23:13 | +16:36     |
| 6.   | Cele Foncueva        | Álex Romaní        | Ford Sierra RS Cosworth 4-door | 3:26:22 | +19:45     |
| 7.   | Ramón Ferreyros      | Pablo Herrero      | Ford Sierra RS Cosworth 4-door | 3:26:53 | +20:16     |
| 8.   | Enric Xargay         | Jaume Ferrer       | Renault 5 GT Turbo             | 3:31:25 | +24:48     |
| 9.   | Mercedes Rueda       | Inma Vittorini     | Renault 5 GT Turbo             | 3:32:04 | +25:27     |
| 10.  | Joan Anton Sasplugas | Eduard Andueza     | Peugeot 205 GTI                | 3:32:20 | +25:43     |